# RCA Records
RCA Records је америчка дискографска кућа чији је власник Sony Music Entertainment. Једна је од водећих дискографских кућа свог власника, уз дугогодишњег ривала Columbia Records. Објавила је више жанрова музике, као што су поп, класична, рок, хип хоп, електронска, ритам и блуз, блуз, џез и кантри. Назив потиче од иницијала угашене матичне компаније — Radio Corporation of America (RCA).